# Săcărești, Iași
Săcărești este un sat în comuna Cucuteni din județul Iași, Moldova, România.

## Personalități locale
- Petru Poni (1841 - 1925) chimist, fizician, academician, profesor universitar și mineralog român, pioner al învățământului chimic în România.